# Epic (computerspel)
Epic: The 3D Spectacular is een videospel dat werd ontwikkeld door Digital Image Design en uitgegeven door Ocean Software. Het spel kwam in 1992 uit voor de Commodore Amiga en de Atari ST. Later dat jaar werd het spel gepoort naar PC DOS en NEC PC-9801. Het spel speelt zich af in de ruimte en het spel heeft acht levels. De speler moet missies volbrengen binnen de gestelde tijd. De ontwikkeling van het spel duurde drie jaar. De ontwikkeling is meerdere malen vertraagd. Bij de ontwikkeling van het spel is gebruikgemaakt van kennis waarmee het spel F29 Retaliator is ontwikkeld. De muziek van het spel is afkomstig van de "Mars Suite" en de "Jupiter Suite" van The Planets door de Britse componist Gustav Holst.
In augustus 1992 kwam een uitbreidingspakket uit voor de Amiga getiteld Epic Extra Missions. Dit pakket was bijgesloten bij de coverdisk van issue 47 van het computertijdschrift The One. Dit uitbreidingspakket is nooit los te koop aangeboden. In 1994 kwam het vervolg uit van dit spel getiteld Inferno.

## Ontvangst
Het spel werd wisselend ontvangen:
| Beoordeeld door         | Jaar | Score |
| ----------------------- | ---- | ----- |
| CU Amiga                | 1991 | 91%   |
| Amiga Action            | 1992 | 90%   |
| The One for Amiga Games | 1991 | 88%   |
| ACE                     | 1992 | 84%   |
| Amiga Magazine          | 1992 | 80%   |
| Amiga Joker             | 1992 | 74%   |
| Amiga Power             | 1992 | 34%   |
| Amiga Format            | 1992 | 34%   |